# Touch Your Heart
Touch Your Heart (진심이 닿다?, Jinsim-i dataLR; lett. "Raggiungere la sincerità") è una serie televisiva sudcoreana del 2019.

## Trama
L'attrice Oh Jin-shim, nota sulle scene come Oh Yoon-seo, viene coinvolta ingiustamente in un grave scandalo di droga, che per due anni le impedisce di recitare. Quando viene a sapere della possibilità di partecipare a una serie televisiva che risolleverebbe la sua carriera, decide di "esercitarsi" diventando temporaneamente la segretaria di un avvocato noto per il suo stacanovismo, Kwon Jung-rok.

## Personaggi
- Oh Jin-shim / Oh Yoon-seo, interpretata da Yoo In-na
- Kwon Jung-rok, interpretato da Lee Dong-wook
- Kim Se-won, interpretato da Lee Sang-woo
- Yoo Yeo-reum, interpretata da Son Sung-yoon
- Yeon Joon-kyu, interpretato da Oh Jung-se
- Choi Yoon-hyuk, interpretato da Shim Hyung-tak
- Dan Moon-hee, interpretata da Park Kyung-hye
- Lee Do-seob, interpretato da Park Ji-hwan
- Yang Eun-ji, interpretata da Jang So-yeon
- Kim Hae-young, interpretata da Kim Hee-jung
- Yeon Jun-suk, interpretato da Lee Jun-hyeok
- Kong Hyuk-joon, interpretato da Oh Eui-sik
- Lee Kang-joon, interpretato da Jay
- Lee Joo-young, interpretata da Kim Chae-eun

## Colonna sonora
1. Make It Count – Chen (Exo)
2. Oh? Truly! (Oh? 진심!) – J Rabbit
3. What If Love – Wendy (Red Velvet)
4. Be Your Star (마음을 담아) – Seoryoung, Lena (GWSN)
5. Good Night – Jeong Se-woon
6. At The End Of Your Left Hand (왼손끝에) – Park Bo-ram
7. Photographs – 1415
8. Falling Down – Hana (Gugudan)
9. Excellent
10. Curious Magic
11. Wait
12. Life Work
13. Moonlight
14. Afternoon
15. Starlight
16. Guy
17. Joyful
18. High Heel
19. Cute Curiosity
20. Littile Maiden
21. A life of Beauty
22. Romantic Feeling
23. Duck
24. Amusement Park
25. All Crazy
26. We are Screwed
27. New Day
28. Caramel Macchiato
29. My Heart Goes
30. Elegance Cooking
31. Dancing Shoes
32. Puzzle
33. Do ASAP
34. Arabian Night
35. I Like You
36. What Are You Doing?
37. Funky Man

## Ascolti
| Episodio | Data di trasmissione | Dati AGB            | Dati AGB                   |
| Episodio | Data di trasmissione | A livello nazionale | Area metropolitana di Seul |
| -------- | -------------------- | ------------------- | -------------------------- |
| 1        | 6 febbraio 2019      | 4,736%              | 5,154%                     |
| 2        | 7 febbraio 2019      | 4,583%              | 5,629%                     |
| 3        | 13 febbraio 2019     | 4,153%              | 4,688%                     |
| 4        | 14 febbraio 2019     | 3,670%              | 4,236%                     |
| 5        | 20 febbraio 2019     | 4,052%              | 4,909%                     |
| 6        | 21 febbraio 2019     | 3,949%              | 4,678%                     |
| 7        | 27 febbraio 2019     | 4,386%              | 4,802%                     |
| 8        | 28 febbraio 2019     | 4,234%              | 4,477%                     |
| 9        | 6 marzo 2019         | 3,731%              | 4,154%                     |
| 10       | 7 marzo 2019         | 3,904%              | 4,256%                     |
| 11       | 13 marzo 2019        | 3,833%              | 4,050%                     |
| 12       | 14 marzo 2019        | 3,669%              | 4,282%                     |
| 13       | 20 marzo 2019        | 3,745%              | 4,055%                     |
| 14       | 21 marzo 2019        | 3,727%              | 4,227%                     |
| 15       | 27 marzo 2019        | 3,335%              | 3,558%                     |
| 16       | 28 marzo 2019        | 3,803%              | 4,576%                     |
| Media    | Media                | 3,969%              | 4,483%                     |

## Riconoscimenti
- Korea Drama Awards[5]
  - 2019 – Candidatura Premio all'eccellenza, attrice a Yoo In-na
- Korean Culture and Entertainment Awards[6]
  - 2019 – Premio all'eccellenza, attore in un drama a Shim Hyung-tak